# زاجات (رباطات)
زاجات (بالفارسية: زاجات) هي قرية تقع في إيران في قسم رباطات الريفي.